# Liam Cunningham
Pour les articles homonymes, voir Cunningham.
William Cunningham dit Liam Cunningham est un acteur irlandais, né le 2 juin 1961 à Dublin en Irlande.

## Biographie
Liam Cunningham est né le 2 juin 1961 à Dublin, Irlande. Ses parents sont Kathleen et Michael Cunningham.

### Vie privée
Il est marié à Colette Cunningham. Ils ont trois enfants, Ellen, Liam et Sean Cunningham.

## Carrière
En 1992, il tient un petit rôle dans le film Le Cheval venu de la mer, aux côtés de l'acteur irlandais Gabriel Byrne.
Il est également connu pour son rôle de Davos Mervault dans la série télévisée Game of Thrones.
En 2013, il apparaît dans le clip vidéo de High Hopes du groupe irlandais Kodaline. 

### Soutien à la Palestine
Durant la guerre à Gaza de 2023-2025, il prend position en faveur de la Palestine  au sein d’Artists for Palestine.

## Filmographie

### Cinéma

#### Longs métrages
- 1992 : Le Cheval venu de la mer (Into the West) de Mike Newell : un policier
- 1994 : La Guerre des boutons, ça recommence (War of the Buttons) de John Roberts : The Master
- 1995 : La Petite Princesse (A Little Princess) d'Alfonso Cuarón : Capitaine Crewe / Prince Rama
- 1995 : Lancelot, le premier chevalier (Lancelot) de Jerry Zucker : Agravain
- 1995 : Undercurrent de Brian O'Flaherty : Greg Laughton
- 1996 : Jude de Michael Winterbottom : Phillotson
- 1997 : Police 2020 de David Richards : Billy O'Connell
- 1997 : The Life of Stuff de Simon Donald : Alex Sneddon
- 1998 : The Tale of Sweety Barrett de Stephen Bradley : Détective Bone
- 1999 : A Love Divided de Syd Macartney : Sean Cloney
- 2000 : When the Sky Falls de John Mackenzie : John Cosgrave
- 2001 : Revelation de Stuart Urban : Père Ray Connolly
- 2001 : The Island of the Mapmaker's Wife de Michie Gleason : John Wyndham
- 2002 : Dog Soldiers de Neil Marshall : Capitaine Ryan
- 2002 : Le club des ravisseurs (The Abduction Club) de Stefan Schwartz : John Power
- 2003 : Mystics de David Blair : Sean Foley
- 2004 : Card Player (Il Cartaio) de Dario Argento : John Brennan
- 2005 : Breakfast on Pluto de Neil Jordan : Un biker
- 2005 : The League of Gentlemen's Apocalypse de Steve Bendelack : Détective
- 2006 : Le vent se lève (The Wind That Shakes the Barley) de Ken Loach : Dan
- 2008 : Ultime Évasion (The Escapist) de Rupert Wyatt : Brodie
- 2008 : La Momie : La Tombe de l'empereur Dragon (The Mummy: Tomb of the Dragon Emperor) de Rob Cohen : Mad Dog Maguire
- 2008 : Hunger de Steve McQueen : Père Dominic Moran
- 2009 : The Tournament de Scott Mann : Powers
- 2009 : Blood : The Last Vampire de Chris Nahon : Michael Harrison
- 2009 : Perrier's Bounty d'Ian Fitzgibbon : The Mull
- 2009 : Harry Brown de Daniel Barber : Sid Rourke
- 2010 : Le Choc des Titans (Clash of the Titans) de Louis Leterrier : Solon, l'un des compagnons de route de Persée
- 2010 : Centurion de Neil Marshall : Ubriculius (« Brick »), un légionnaire
- 2011 : Seule contre tous (The Whistleblower) de Larysa Kondracki : Bill Hynes
- 2011 : Jeanne captive de Philippe Ramos : Le capitaine anglais
- 2011 : L'Irlandais (The Guard) de John Michael McDonagh : Francis Sheehy-Skeffington
- 2011 : Ingrid Jonker de Paula van der Oest : Jack Cope
- 2011 : Cheval de guerre (War Horse) de Steven Spielberg : Le médecin militaire
- 2012 : Sécurité rapprochée (Safe House) de Daniel Espinosa : Alex Wade
- 2012 : The Numbers Station de Kasper Barfoed : Grey
- 2014 : Let Us Prey de Brian O'Malley : Six
- 2014 : Christina Noble de Stephen Bradley : Thomas
- 2015 : L'Enfance d'un chef (The Childhood of a Leader) de Brady Corbet : Le père
- 2015 : Lady Grey d'Alain Choquart : Angus
- 2017 : 24H Limit (24 Hours to Live) de Brian Smrz : Wetzler
- 2021 : Braquage final (The Vault) de Jaume Balagueró : Walter Moreland
- 2023 : Le Dernier Voyage du Demeter (The Last Voyage of the Demeter) d'André Øvredal : le capitaine
- 2025 : Palestine 36 d'Annemarie Jacir

#### Courts métrages
- 1992 : Heaven Only Knows de Liam Regan : Paul Clarke
- 1995 : The Key de Stephen Lowenstein : Tom
- 1997 : The Doherty Brothers de Richard Sealy : Connor Doherty
- 2000 : The Second Death de John Michael McDonagh : James Mangan
- 2004 : Screwback de Brian O'Malley : Harry
- 2006 : Last Night de Conor Morrissey : Frank
- 2008 : Paris Noir d'Alexandra McGuinness : Douglas
- 2008 : Atlantic de Conor Ferguson : Matt
- 2011 : Pitch Black Heist de John Maclean : Liam
- 2013 : SLR de Stephen Fingleton : Elliot Pane
- 2014 : I Am Here de David Holmes : Le père

### Télévision

#### Séries télévisées
- 1994 - 1995 : Roughnecks : Chris
- 1995 : Cracker : Stuart Grady
- 2001 : Rebel Heart : Michael Malone
- 2001 : Kommissarie Winter : MacDonald
- 2003 : Suspect numéro 1 (Prime Suspect) : Robert West
- 2004 : Messiah 3 - Révélation (Messiah : The Promise) : Pace Tierney
- 2005 : The Clinic : Malcolm Keown
- 2006 : Hotel Babylon : Adrian McBride
- 2006 : La Loi de Murphy (Murphy's Law) : Drew Johnstone
- 2006 : Afterlife : Jonathan
- 2007 : The Wild West : Wyatt Earp
- 2009 : The Street : Tom Miller
- 2011 : Strike Back : Daniel Connelly
- 2011 : Camelot : Colfur
- 2011 : Outcast : Richard Tate
- 2012 : Merlin : Ruadan
- 2012 : Titanic : De sang et d'acier (Titanic : Blood and Steel) : Jim Larkin
- 2012 - 2019 : Game of Thrones  : Davos Mervault
- 2013 : Doctor Who : Capitaine Zhukov
- 2013 : Les Enquêtes de Vera (Vera) : Sam Harper
- 2015 : The Musketeers : Marquis de Belgard
- 2016 : Fir Bolg : Gerry Burke
- 2017 : Philip K. Dick's Electric Dreams : Général Olin
- 2019 : The Hot Zone : Wade Carter
- 2019 : Rick et Morty (Rick and Morty) : Balthromar (voix)
- 2019 : Solar Opposites : Le père (voix)
- 2021 : Domina : Livius
- 2021 : Les Maîtres de l'univers : Révélation (Masters of the Universe : Revelation) : Le maître d'armes (voix)
- 2024 : Le Problème à trois corps (3 Body Problem) : Thomas Wade

#### Téléfilms
- 1998 : Falling for a Dancer de Richard Standeven : Mossie Sheehan
- 1999 : La Vie secrète d'une milliardaire (Too Rich : The Secret Life of Doris Duke) de John Erman : Alec Cunningham-Reid
- 1999 : Citizen Kane (RKO 281) de Benjamin Ross : Gregg Toland
- 2001 : Attila le Hun (Attila) de Dick Lowry : Roi Theodoric
- 2002 : Seuls au bout du monde (Stranded) de Charles Beeson : David Robinson
- 2002 : Spirale tragique (Final Demand) de Tom Vaughan : David Milner
- 2003 : The Crooked Man de David Drury : Hamilton
- 2007 : Northanger Abbey de Jon Jones : Général Tilney
- 2007 : Anner House de Stephen Burke : Neil Barry

### Clip musical
- 2013 : High Hopes de Kodaline

### Jeux vidéo
- (Non sorti) : Squadron 42 (Campagne solo de Star Citizen) : Capitaine Noah White

## Distinctions

### Nominations
- 22e cérémonie des Screen Actors Guild Awards 2016 : Meilleure distribution pour une série dramatique pour Game of Thrones (2012-2019) partagée avec Alfie Allen, Ian Beattie, John Bradley, Gwendoline Christie, Emilia Clarke, Michael Condron, Nikolaj Coster-Waldau, Ben Crompton, Stephen Dillane, Peter Dinklage, Nathalie Emmanuel, Tara Fitzgerald, Jerome Flynn, Brian Fortune, Joel Fry, Aidan Gillen, Iain Glen, Kit Harington, Lena Headey, Michiel Huisman, Hannah Murray, Brenock O'Connor, Daniel Portman, Iwan Rheon, Owen Teale, Sophie Turner, Carice van Houten, Maisie Williams et Tom Wlaschiha.
- 23e cérémonie des Screen Actors Guild Awards 2017 : Meilleure distribution dans une série télévisée dramatique pour Game of Thrones (2012-2019) partagée avec Alfie Allen, Jacob Anderson, Dean-Charles Chapman, Nikolaj Coster-Waldau, Emilia Clarke, Peter Dinklage, Nathalie Emmanuel, Kit Harington, Lena Headey, Conleth Hill, Kristofer Hivju, Michiel Huisman, Faye Marsay, Jonathan Pryce, Sophie Turner, Carice van Houten, Gemma Whelan et Maisie Williams.
- 2018 : Gold Derby Awards de la meilleure distribution dans une série télévisée dramatique pour Game of Thrones partagée avec Alfie Allen, Jacob Anderson, Pilou Asbæk, Hafþór Júlíus Björnsson, John Bradley, Jim Broadbent, Gwendoline Christie, Nikolaj Coster-Waldau, Emilia Clarke, Peter Dinklage, Richard Dormer, Nathalie Emmanuel, Jerome Flynn, Aidan Gillen, Iain Glen, Kit Harington, Lena Headey, Isaac Hempstead-Wright, Conleth Hill, Kristofer Hivju, Tom Hopper, Anton Lesser, Rory McCann, Staz Nair, Richard Rycroft, Sophie Turner, Rupert Vansittart et Maisie Williams.
- 24e cérémonie des Screen Actors Guild Awards 2018 : Meilleure distribution dans une série télévisée dramatique pour Game of Thrones (2012-2019) partagée avec Alfie Allen, Jacob Anderson, Pilou Asbæk, Hafþór Júlíus Björnsson, John Bradley, Jim Broadbent, Gwendoline Christie, Nikolaj Coster-Waldau, Emilia Clarke, Peter Dinklage, Richard Dormer, Nathalie Emmanuel, Jerome Flynn, Aidan Gillen, Iain Glen, Kit Harington, Lena Headey, Isaac Hempstead-Wright, Conleth Hill, Kristofer Hivju, Tom Hopper, Anton Lesser, Rory McCann, Staz Nair, Richard Rycroft, Sophie Turner, Rupert Vansittart et Maisie Williams.
- IGN Summer Movie Awards 2019 : Nomination au Prix IGN Award de la meilleure distribution pour une série télévisée dramatique pour Game of Thrones (2012-2019) partagée avec Peter Dinklage, Lena Headey, Emilia Clarke, Kit Harington, Sophie Turner, Maisie Williams, Nikolaj Coster-Waldau, Iain Glen, John Bradley, Alfie Allen, Conleth Hill, Gwendoline Christie, Isaac Hempstead-Wright, Rory McCann, Nathalie Emmanuel, Jerome Flynn, Daniel Portman, Jacob Anderson et Kristofer Hivju.
- 26e cérémonie des Screen Actors Guild Awards 2020 : Meilleure distribution dans une série télévisée dramatique pour Game of Thrones (2012-2019) partagée avec Alfie Allen, Pilou Asbæk, Jacob Anderson, John Bradley, Gwendoline Christie, Nikolaj Coster-Waldau, Ben Crompton, Emilia Clarke, Joe Dempsie, Natalie Dormer, Peter Dinklage, Nathalie Emmanuel, Jerome Flynn, Iain Glen, Kit Harington, Lena Headey, Isaac Hempstead-Wright, Conleth Hill, Kristofer Hivju, Rory McCann, Hannah Murray, Staz Nair, Daniel Portman, Bella Ramsey, Richard Rycroft, Sophie Turner, Rupert Vansittart et Maisie Williams.

### Récompenses
- 2000 : Cherbourg-Octeville Festival of Irish & British Film du meilleur acteur dans un drame biographique pour A Love Divided (1999).
- 2007 : Irish Film and Television Awards du meilleur acteur dans un second rôle dans un drame de guerre pour Le vent se lève (The Wind That Shakes the Barley) (2006).
- 2009 : Irish Film and Television Awards du meilleur acteur dans un second rôle dans un drame biographique pour Hunger (2008).
- Golden and Platin Film 2011 : Lauréat du Prix Golden Film pour Ingrid Jonker (2011) partagé avec Paula van der Oest, Rutger Hauer, Carice van Houten, Michael Auret, Richard Claus, Frans van Gestel et Arry Voorsmit.
- 2018 : Irish Film and Television Awards du meilleur acteur dans un second rôle pour une série télévisée dramatique pour Game of Thrones (2012-2019).
- IGN Summer Movie Awards 2019 : Lauréat du Prix IGN People's Choice Award de la meilleure distribution pour une série télévisée dramatique pour Game of Thrones (2012-2019) partagée avec Peter Dinklage, Lena Headey, Emilia Clarke, Kit Harington, Sophie Turner, Maisie Williams, Nikolaj Coster-Waldau, Iain Glen, John Bradley, Alfie Allen, Conleth Hill, Gwendoline Christie, Isaac Hempstead-Wright, Rory McCann, Nathalie Emmanuel, Jerome Flynn, Daniel Portman, Jacob Anderson et Kristofer Hivju.
- CinEuphoria Awards (es) 2020 : Lauréat du Prix Spécial d'Honneur de la meilleure distribution pour une série télévisée dramatique pour Game of Thrones (2012-2019) partagée avec David Benioff, D.B. Weiss, George R.R. Martin, Ramin Djawadi, Michele Clapton, Amrita Acharia, Mark Addy, Alfie Allen, Josef Altin, Jacob Anderson, Pilou Asbæk, Luke Barnes, Sean Bean, Ian Beattie, Hafþór Júlíus Björnsson, David Bradley, John Bradley, Jim Broadbent, Susan Brown, Dominic Carter, Oona Chaplin, Dean-Charles Chapman, Gwendoline Christie, Emilia Clarke, Michael Condron, James Cosmo, Nikolaj Coster-Waldau, Ben Crompton, Mackenzie Crook, Charles Dance, Joe Dempsie, Stephen Dillane, Peter Dinklage, Ron Donachie, Natalie Dormer, Richard Dormer, Nathalie Emmanuel, Michelle Fairley, Tara Fitzgerald, Jerome Flynn, Brian Fortune, Joel Fry, Elyes Gabel, Aidan Gillen, Jack Gleeson, Iain Glen, Julian Glover, Kit Harington, Lena Headey, Isaac Hempstead-Wright, Conleth Hill, Ciarán Hinds, Kristofer Hivju, Tom Hopper, Michiel Huisman, Paul Kaye, Sibel Kekilli, Rose Leslie, Anton Lesser, Richard Madden, Faye Marsay, Jason Momoa, Rory McCann, Michael McElhatton, Ian McElhinney, Philip McGinley, Roxanne McKee, Hannah Murray, Staz Nair, Brenock O'Connor, Pedro Pascal, Daniel Portman, Jonathan Pryce, Bella Ramsey, Iwan Rheon, Diana Rigg, Richard Rycroft, Dar Salim, Mark Stanley, Donald Sumpter, Owen Teale, Sophie Turner, Carice van Houten, Rupert Vansittart, Max von Sydow, Gemma Whelan, Maisie Williams et Tom Wlaschiha.
- Festival international du film de Dublin 2020 : Lauréat du Prix pour sa contribution aux droits de l'homme.

## Voix francophones
En version française, Liam Cunningham est doublé par plusieurs comédiens jusqu'en 2012. Ainsi, il est doublé à deux reprises par Marc Alfos dans Le Choc des Titans et Sécurité rapprochée, ainsi qu'à titre exceptionnel par Jean-Claude Donda dans Attila le Hun, Yves Fabrice dans Dog Soldiers, Martin Spinhayer dans Ultime Évasion, Féodor Atkine dans Merlin, José Luccioni dans Harry Brown, Nicolas Marié dans The Tournament, Bruno Bulté dans Centurion et François Dunoyer dans L'Irlandais.
À partir de 2012 et la deuxième saison de la série Game of Thrones, Jean-Louis Faure est sa voix régulière jusqu'à son décès le 27 mars 2022. Il le retrouve dans Les Enquêtes de Vera, Christina Noble, 24H Limit, The Hot Zone et Braquage final. En parallèle, Frédéric van den Driessche le double exceptionnellement dans Philip K. Dick's Electric Dreams. Par la suite, Philippe Crubézy lui prête sa voix dans Le Dernier Voyage du Demeter tout comme Mathieu Rivolier dans Le Problème à trois corps.